# Green Man (album)
Albums de Mark Owen
Green Man
(1996) In Your Own Time
(2003)
Green Man est le titre du premier album du chanteur britannique Mark Owen. Le disque est sorti le 2 décembre 1996 au Royaume-Uni. Mark Owen a été le premier des anciens membres de Take That à sortir un album solo, vendant plus d'un million d'exemplaires[réf. nécessaire] et atteignant la troisième place avec son premier single Child la même année.
Les autres singles sont Clementine et I Am What I Am. Le 27 octobre 2003 l'album a été réédité pour la sortie du second album de Mark Owen : In Your Own Time. Il contient 5 pistes bonus qui figuraient précédemment sur les singles de Green Man.

## Liste des titres

### Première édition
1. Green Man
2. Clementine
3. Child
4. Are You With Me
5. Naturally
6. Ask Him To
7. Backpocket And Me
8. Move On
9. Secondhand Wonderland
10. My Love
11. I Am What I Am
12. Is That What It's All About

### Édition de 2003
1. Green Man
2. Clementine
3. Child
4. Are You With Me
5. Naturally
6. Ask Him To
7. Backpocket And Me
8. Move On
9. Secondhand Wonderland
10. My Love
11. I Am What I Am
12. Is That What It's All About
13. Confused
14. Home
15. Child (acoustic version)
16. Johnny
17. Mr You